# Sukhrali
Sukhrali é uma vila no distrito de Gurgaon, no estado indiano de Haryana.

## Demografia
Segundo o censo de 2001, Sukhrali tinha uma população de 10 384 habitantes. Os indivíduos do sexo masculino constituem 54% da população e os do sexo feminino 46%. Sukhrali tem uma taxa de literacia de 78%, superior à média nacional de 59,5%: a literacia no sexo masculino é de 82% e no sexo feminino é de 74%. Em Sukhrali, 12% da população está abaixo dos 6 anos de idade.